# El salón de ámbar
El salón de ámbar es la primera novela (superventas), de la escritora española Matilde Asensi, publicada por editorial Plaza & Janés en 1999.

## Reseña
«El salón de ámbar», está ambientada temporalmente en la actualidad, que narra la historia de unos ladrones de obras de arte, ubicados en diferentes países y que se mantienen en contacto a través de Internet para planear sus actividades ilegales. Este grupo de ladrones de obras de arte se hacen llamar "El grupo de ajedrez" y centran su objetivo en encontrar "El salón de ámbar".
El epílogo de la novela parece sugerir una continuación, ante la presencia de otro líder y nuevas aventuras del grupo. A pesar del gran éxito de su obra, Asensi no le dio una segunda parte hasta la fecha.

## Argumento

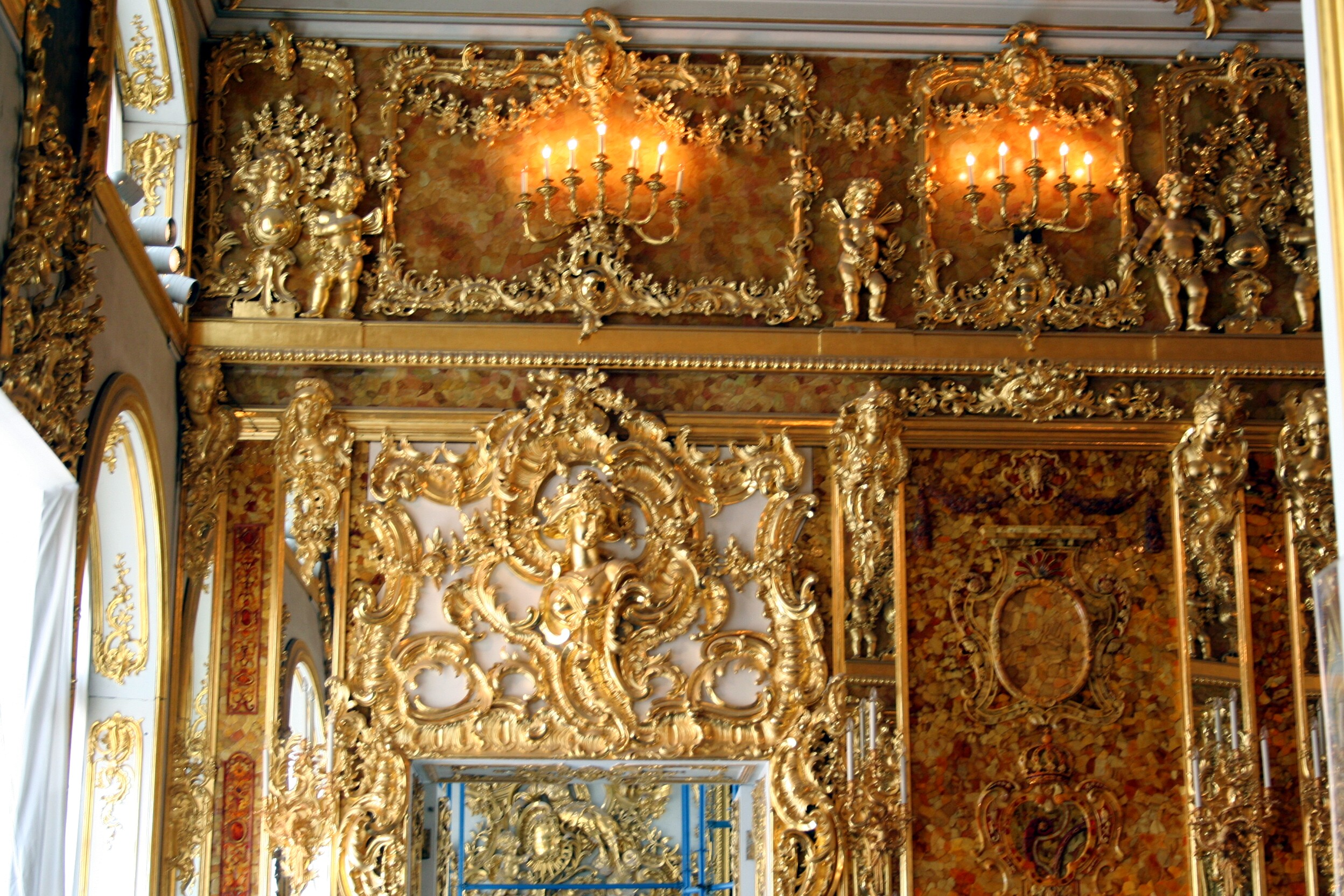
El salón de ámbar original, tras su reconstrucción, en San Petersburgo.

En 1941, durante la II Guerra Mundial, el ejército nazi saqueó los antiguos palacios zaristas y los museos de la Unión Soviética y se llevó a Alemania obras de arte de un valor incalculable. Entre los objetos robados se encontraba una joya única, una pieza excepcional que desapareció misteriosamente durante los últimos días de la contienda: El salón de ámbar, una cámara del siglo XVIII construida enteramente con ámbar semitransparente del Báltico, cuya recuperación obsesiona hoy día al pueblo ruso. Ana Galdeano, una respetable anticuaria de Ávila y miembro de un grupo internacional de ladrones de obras de arte, llamado "El grupo de ajedrez", se verá obligada a desenmarañar los hilos de una complicada trama urdida cincuenta años atrás por dos peligrosos e inteligentes jerarcas nazis que decidieron apropiarse de aquellos innumerables tesoros y, sobre todo, del salón de ámbar.
Para ello, contará con la ayuda del coleccionista Portugués, José Cavallo, su compañero inseparable en la trama con la que pasarán momentos agradables y muy desagradables, e incluso muy peligrosos.

## Personajes principales
El "Grupo de ajedrez" lo componen:
- Ana Galdeano (Peón): Protagonista y narradora en primera persona. Dentro del Ajedrez es la pieza menos importante y la más numerosa. La que siempre se expone al peligro. En el caso del "Grupo de Ajedrez" es el único que tienen, por lo que se andan con bastante más ojo, pero dentro de la jerarquía del grupo sigue siendo la menos importante. Sin embargo, en este libro, el peón es el protagonista y bajo esta pieza se halla Ana Galdeano, la abulense encargada de perpetrar los robos y sustracciones del grupo. Es el brazo ejecutor y su trabajo es la pieza central de todo.
- José Cavalo (Caballo): Este personaje es portugués, relojero de profesión y hombre tremendamente atractivo que hará que la protagonista, Ana Galdeano se enamore perdidamente de él y además la ayudará en la búsqueda del salón de ámbar por Europa Central.
- Läufer (Alfíl): Se trata del genio informático que se encarga de organizar todos los contactos a través de un canal de IRC en Internet. Fue un Hacker, perseguido por la CIA y demás organismos por infiltrarse en sus sistemas a modo de diversión, saltándose todo tipo de firewalls de seguridad. Nunca le encontraron. Tiene la manía de escribir en internet siempre con letras mayúsculas (se considera hablar en voz alta o a gritos y no está muy bien visto), aunque dice que se debe a que su teclado del Pc está averiado, en realidad lo hace para hacerse notar.
- Rook (Torre): La torre, un alto ejecutivo inglés, concretamente de Londres. Hombre de abundante dinero y generosa posición. Este personaje es prácticamente inexistente en la trama del libro. Su papel dentro del Grupo consiste en blanquear el dinero que obtienen en sus golpes, aunque en la investigación de Ana no resulta trascendental.
- Donna (Reina): Ella es la Reina o también llamada La dama. Brillante y bellísima mujer de negocios italiana, que se dedica a la restauración de obras de arte. En sus talleres, además de restaurar obras de arte también se hacen copias de las obras que el grupo quiere sustraer, haciendo unas copias prácticamente exactas.
- Roi (Rey): Este venerable francés es el director ejecutivo del grupo, el jefe, la pieza más importante del tablero, quien da la órdenes y se preocupa de todos los cabos sueltos y cualquier problemática de índole técnica. Es el veterano y fundador del grupo en los años 60. Con su figura paternal y responsable es quien dirige todas las operaciones siendo el cerebro de las mismas y es el punto de unión de todos los demás componentes del grupo.

- Amalia: Este peculiar personaje, adolescente de 13 años,             no pertenece al Grupo de ajedrez, pero es la hija de José Cavalo, el "Caballo" del grupo. Tiene un papel muy importante en la trama del libro y es un personaje fundamental.